# Werner Jackson
Werner Jackson (geboren 17. April 1904 in Holzminden als Werner Isaacsohn; gestorben 3. Juli 1984 in Oxford) war ein Grafiker, der am Staatlichen Bauhaus studiert hatte.
Werner Jackson war neben zwei Schwestern das jüngste Kind des jüdischen Kaufmanns Iwan Isaacsohn (geb. 23. Januar 1866 in Hamburg, verstorben 1919 in Holzminden) und seiner Ehefrau Betty (geboren 3. Oktober 1864 in Wattenscheid, verstorben 1905). Sein Vater heiratete 1907 die Schwester seiner verstorbenen Ehefrau Thekla Mandel (geb. 22. Juli 1867 in Lippstadt, verstorben 3. Mai 1941 im Camp de Gurs), die die erste Oberin des Gumpertz'schen Siechenhauses in Frankfurt am Main war. Sie hatte die berufliche jüdische Krankenpflege in Deutschland mitbegründet. Die Gräber seiner Eltern Iwan und Betty befinden sich auf einem der jüdischen Friedhöfe in Holzminden.
Von 1924 bis 1928 war Werner Jackson Studierender am Bauhaus, wo er seine Gesellenprüfung ablegte und später Mitarbeiter von Walter Gropius und László Moholy-Nagy war. Ausgebildet wurde er in der Werkstatt für Wandmalerei in Weimar und in Dessau. Außerdem belegte er die Fächer Typografie, Reklamewesen und Fotografie. Als Angehöriger der Bauhauskapelle trug er zum geselligen Leben am Bauhaus bei. Jackson betrieb ein Atelier für Fotografie und Werbegrafik in Berlin und Brno. 1939 emigrierte er nach Großbritannien, wo er als Marionettenbauer und Spielzeugentwerfer tätig war. Zuletzt war er Werbegrafiker bei der Pressed Steel Company in Oxford.
Sein Nachlass befindet sich überwiegend in der Staatsbibliothek zu Berlin und im Bauhaus-Archiv in Berlin.